# Втрати 46-ї окремої аеромобільної бригади
В статті описано деталі загибелі бійців 46-ї окремої аеромобільної бригади.

## Поіменний перелік

### 2022
- 22 липня 2022 — Сержан Дмитро Іванович («Мушкетер»), капітан. Загинув в районі села Білогірка на Херсонщині.
- 25 липня 2022 — Садовчук Олександр. Загинув в районі села Білогірка на Херсонщині.[1]
- 25 липня 2022 — Дроздов Ігор Володимирович («Дрозд»), лейтенант. Загинув в районі села Білогірка на Херсонщині.[2]
- 25 липня 2022 — Марчук Валентин («Шаман»), штаб-сержант. Загинув в районі села Білогірка на Херсонщині.[3]
- 25 липня 2022 — Кравець Сергій («Крава»). Загинув в районі села Білогірка на Херсонщині.[4]
- 26 липня 2022 — Ігнатенко Андрій («Ігнат»). Загинув в районі села Білогірка на Херсонщині.[5]
- 26 липня 2022 — Басик Андрій («Каспер»). Загинув в районі села Білогірка на Херсонщині.[6]
- 1 серпня 2022 — Панас Олександр, молодший сержант. Загинув в районі села Білогірка на Херсонщині.[7]
- 11 серпня 2022 - Анастасенко Євгеній Ігорович . Солдат, стрілець - номер обслуги 1 аеромобільного взводу 5 аеромобільної роти 2  аеромобільного батальйону. Загинув в районі с. Білогірка Херсонської області в результаті прямого влучання ворожого артилерійського снаряду в окоп[8].
- 13 серпня 2022 — Мазирко Євген, солдат. Загинув в районі села Білогірка на Херсонщині.[9]
- 6 серпня 2022 — Верета Леонід Васильович, солдат 3-го аеромобільного батальйону. Загинув в районі села Білогірка на Херсонщині.[10]
- 23 серпня 2022 — Паленичка Владислав («Віскі»), лейтенант. Загинув під час форсування річки Інгулець поблизу села Білогірка Херсонської області.[11]
- 23 серпня 2022 - Дубовий Олександр. Загинув  біля села Білогірка на Херсонщині.
- 29 серпня 2022 — Муляр Вадим, солдат. Загинув в районі села Білогірка на Херсонщині.[12]
- 30 серпня 2022 — Бочаров Юрій («Крапка»). Загинув в районі села Білогірка на Херсонщині.[13]
- 31 серпня 2022 — Лебедюк Віталій («Умка»), молодший сержант. Загинув в районі села Білогірка на Херсонщині.[14]
- 20 вересня 2022 — Миронюк Віталій («Мирон»), солдат. Поранений 11 вересня під час боїв біля села Білогірка Херсонської області, помер в Одеській лікарні.[15]
- 1 жовтня 2022 — Киричук Володимир Олександрович.[16]
- 18 грудня 2022 — Левчук Василь Олександрович, солдат.
- 31 грудня 2022 — Гулевич Євген Васильович.

### 2023
- 16 січня 2023 — Семенченко Олександр Олегович, лейтенант. Загинув у боях під Соледаром під час танкового обстрілу.[17]
- 17 січня 2023 — Закусило Олексій Анатолійович, солдат.
- 8 лютого 2023 — Зарубаєв Андрій. Загинув поблизу села Кліщіївка Донецької області під час артобстрілу.[18]
- 9 лютого 2023 — Гнітецький Андрій Віталійович, старший лейтенант.
- 30 березня 2023 — Журавель Віталій Дмитрович. Помер під час реабілітації.[19]
- 2 квітня 2023 — Дорошенко Ігор Анатолійович («Полтава»). Поранений у Соледарі, помер у лікарні.[20]
- 20 травня 2023 — Мотруніч Микола, молодший сержант, командир відділення. Поранений на Донеччині, помер у лікарні.[21]
- 3 серпня 2023 — Філіп'єва Дар'я Сергіївна, сержант.
- 14 серпня 2023 — Бульба Микола, головний сержант, командир гармати. Загинув в районі населеного пункту Роботине Запорізької області від підриву на міні.[22]
- 17 серпня 2023 — Хільський Олексій Юрійович, головний сержант.
- 28 серпня 2023 - Мороз Юрій Петрович. Солдат, старший навідник. Помер вдома від серцевої недостатності[23].
- 9 вересня 2023 — Пророк Олександр Миколайович, солдат.
- 10 вересня 2023 — Штанько Руслан Валентинович, молодший сержант.
- 20 вересня 2023 — Павлюк Андрій («Ведмідь»). 38 років, м. Здолбунів. Загинув біля села Новопрокопівка Запорізької області від артобстрілу[24]
- 9 жовтня 2023 — Харчина Роман Миколайович, старший сержант, командир взводу. Загинув в районі села Новопрокопівка Пологівського району Запорізької області.[25]
- 21 жовтня 2023  — Олійник Радомир Іванович, солдат.
- 2 грудня 2023 — Рубан Вадим Миколайович. Загинув поблизу м. Костянтинівка Донецької області внаслідок обстрілу РСЗВ «Град».[26]
- 14 грудня 2023 — Балсан Леонід Володимирович. 18.10.1983, м. Шептицький.[27]
- 19 грудня 2023 — Білий Роман Йосифович, гранатометник. 32 роки, с. Вербіж Миколаївської громади. Загинув поблизу Красногорівки Донецької області.[28]

### 2024
- 1 січня 2024 — Ільченко Денис Михайлович, солдат. Загинув в районі села Антонівка Покровського району Донецької області.[29]
- 11 січня 2024 - Левичев Денис Геннадійович. Старший солдат, старший водій[30].
- 23 січня 2024 — Бірюков Валерій Миколайович, солдат. Загинув в районі міста Мар'їнка внаслідок артилерійського обстрілу.[31]
- 6 лютого 2024 — Рокотянський Олег Михайлович, солдат, гранатометник. Помер біля смт Межова Синельниківського району Дніпропетровська область.[32]
- 7 лютого 2024 — Маркуш Сергій. Загинув у бою поблизу Мар'їнки.[33]
- 3 квітня 2023 — Карпець Владислав Петрович («Ніндзя»), молодший сержант, командир відділення. 28 років. Загинув на Донеччині.[34]
- 13 червня 2023 — Ковалевич Сергій («Гугл»). Поранений поблизу н.п. Георгіївка під час мінометного обстрілу, помер у лікарні.[35]
- 16 липня 2024 - Мороз Данііл Денисович (Фанта), 24.05.2003 р.н., солдат, оператор БПЛА 1-го аеромобільного батальону, загинув в с. Гостре Донецької області
- 24 липня 2024 — Самборський Антон (Матітьягу) Васильович «Хабаднік». 20.06.1991 р.н., загинув поблизу н.п. Георгіївка внаслідок ворожого мінометного обстрілу.[36]
- 7 серпня 2024 — Половенко Віталій. 5.09.1997, м. Львів.[37]
- 14 серпня 2024 — Петричка Любомир. 49 років, с. Скнилів Зимноводівської громади.[38]
- 9 жовтня 2024 — Василяк Орест. м. Борислав. Загинув поблизу села Білани Білопільського району Сумської області.[39]

### 2025
- 1 січня 2025 - Андрій Клопотун, 1990 року народження. Молодший лейтенант, командир 1 аеромобільного взводу 14 аеромобільної роти 4 аеромобільного батальйону. Кілька місяців чоловік вважався зниклим безвісти. Загинув у результаті артилерійського обстрілу поблизу Курахового Донецької області[40].
- 23 травня 2025 — Віцінський Кирило Богданович. Солдат, командир відділення ударних безпілотних авіакомплексів 1-го аеромобільного батальйону [41][42][43].